# Chōka
Chōka (長歌, oppure nagauta) letteralmente significa "poesia lunga". Il suo schema è del tipo: 5-7, 5-7, 5-7, ..., 7-7. Molto spesso i chōka sono accompagnati da hanka che ne completano il contenuto.
Tra gli autori più importanti si ricordano Kakinomoto no Hitomaro e Yamanoue no Okura.